# 이연복
이연복(李連福, 중국어명:  Lǐ Liánfú, 리 롄푸, 1959년 7월 11일~)은 대한민국 국적의 요리사이자, 중국 요리 전문점인 목란의 오너셰프이다. 아버지는 중화민국 산둥성 무핑구 출신이고, 어머니도 산둥성 라이양시 출신이다. 원래는 중화민국 국적의 한국화교 신분이었으나, 대한민국 국적을 취득하였다.

## 경력
- 1977년 사보이 호텔
- 1980년 대한민국 주재 중화민국 대사관 주방장
- 대한민국 주재 중화민국 대사관 총주방장
- 목란 오너셰프
- 2016년 8월 한국호텔관광실용전문학교 석좌교수

## 학력
- 이연복 셰프는 화교학교 6학년인 13살에 중퇴하고 주방일을 시작했다고 학력 내용은 확인이 필요한 사항이다.
- 국민학교6년  중퇴

## 출연작

### 방송
- 2015년 JTBC 《냉장고를 부탁해》
- 2015년 KBS2 《1대 100》 400회 셰프특집
- 2015년 KBS2 《해피투게더》
- 2015년 SBS funE 《강호대결 중화대반점》
- 2015년 올'리브 《한식대첩 시즌3》 (특별출연)
- 2016년 MBC 《진짜 사나이》
- 2016년 올'리브 《원나잇 푸드트립》
- 2016년 MBN 《속풀이쇼 동치미》
- 2016년 SBS 《2016 희망TV SBS - 희망노래방 부기부기》
- 2017년 KBS2 《노래싸움 - 승부》
- 2017년 올'리브 & tvN 《원나잇 푸드트립 : 먹방레이스》
- 2017년 채널A 《유쾌한 삼촌》
- 2017년 JTBC 《한끼줍쇼》
- 2017년 SBS 《자기야 - 백년손님》
- 2018년 KBS1 《KBS 스페셜 - 주문을 잊은 음식점 주방장》
- 2018년 tvN 《현지에서 먹힐까?》 중국편
- 2019년 SBS 《집사부일체》애제자 서바이벌
- 2019년 JTBC 《아는 형님》
- 2019년 KBS2 《사장님 귀는 당나귀 귀》
- 2020년 MBC  《황금어장 라디오스타》 - 678회
- 2020년 KBS2 《신상출시 편스토랑》- 고정
- 2020년 MBC 《생방송 행복드림 로또 6/45》게스트 936회
- 2022년 KBS1 《주문을 잊은 음식점》
- 2022년 tvN 《줄 서는 식당》 - 14회
- 2022년 MBC  《황금어장 라디오스타》 - 797회
- 2023년 JTBC 《한국인의 식판》- 고정

## 수상 목록
- 2021년 KBS 연예대상 핫이슈 예능인상 (신상출시 편스토랑)
- 2024년 KBS 연예대상 베스트 아이콘상 (신상출시 편스토랑)

## 광고
- 2015년 CJ제일제당 백설 남해 굴소스
- 2015년 팔도 짜장면
- 2015년 팔도 불짬뽕
- 2015년 놀부 옛날통닭
- 2015년 빙그레 꽃게랑 불짬뽕
- 2016년 유니클로 에어리즘
- 2017년 SPC삼립 호호바오 왕빠오즈
- 2016년 팔도 탄탄면
- 2017년 삼성 페이
- 2018년 동서식품 핫초코 미떼
- 2018년 비어케이 칭따오 위트비어·스타우트
- 2019년 환경부 음식물쓰레기 줄이기 캠페인
- 2020년 ~ 롯데제과 오잉 미니 칠리새우맛
- 2020년 ~ 롯데제과 꼬깔콘 멘보샤맛
- 2020년 ~ 식품의약품안전처 식중독예방 캠페인

## 홍보대사
- 2015년 한국사회복지협의회 홍보대사
- 2016년 제2회 서울국제음식영화제 홍보대사
- 2016년 대구서문시장 야시장 홍보대사
- 2016년 위스타트 홍보대사
- 2017년 미리 만나는 2018 평창 전시체험 박람회 홍보대사
- 2018년 사랑의 열매 홍보대사
- 2019년 W재단 HOOXI 캠페인 홍보대사
- 2019년 환경부 음식문화개선 홍보대사
- 2020년 한국고양이수의사회 홍보대사